# Stefanie Ofner
Stefanie Ofner (* 23. August 1988 in Villach) ist eine österreichische Politikerin der Österreichischen Volkspartei (ÖVP). Seit dem 13. April 2023 ist sie Abgeordnete zum Kärntner Landtag.

## Leben

### Ausbildung und Beruf
Stefanie Ofner besuchte nach der Volksschule in Afritz am See die Hauptschule in Treffen am Ossiacher See. Anschließend absolvierte sie eine Ausbildung zur Kindergarten- und Hortpädagogin an der BAKIP in Klagenfurt, wo sie 2006 maturierte. An der Forstlichen Ausbildungsstätte (FAST) in Ossiach absolvierte sie 2016 eine Ausbildung zur Forstfacharbeiterin. 2017 besuchte sie am Ländlichen Fortbildungsinstitut den Zam-Lehrgang Agrar und Interessenspolitik für mehr Frauen in der Politik. An der Vitalakademie in Klagenfurt machte sie 2021 eine Ausbildung zur diplomierten Mentaltrainerin.
Ofner war zunächst als Kindergartenpädagogin tätig. Seit 2014 bewirtschaftet sie als Vollerwerbsbäuerin den familieneigenen Bergbauernhof Ofner in Afritz (Milch- und Fleischverarbeitung).

### Politik
Ofner wurde 2021 Landeskammerrätin in der Landwirtschaftskammer Kärnten, Obmann-Stellvertreterin im Bezirksbauernbund Villach-Land, Ersatzgemeinderätin in Afritz am See und Mitglied der ÖVP-Frauen.
Bei der Landtagswahl in Kärnten 2023 kandidierte sie hinter den Landesräten Martin Gruber und Sebastian Schuschnig sowie Klubobmann Markus Malle auf dem vierten Listenplatz der ÖVP-Landesliste. Am 13. April 2023 wurde sie in der konstituierenden Sitzung der 33. Gesetzgebungsperiode als Abgeordnete zum Kärntner Landtag angelobt, wo sie Mitglied im Ausschuss für Frauen, Gesellschaft und Integration sowie Obfrau des Ausschusses für den Ländlichen Raum und Infrastruktur wurde.